# Eric Lange
Ne doit pas être confondu avec Éric Lange.
Eric Lange, né le 19 février 1973 à Hamilton (Ohio), est un acteur américain.

## Filmographie

### Cinéma
Courts métrages
- 2004 : Paul Is Dead : Max
- 2006 : Roner de Sam Karp : Neighbor
- 2008 : Open Your Eyes (en) de Susan Cohen (en) : Kevin
- 2008 : AM1200 (en) de David Prior : Sam Larson
- 2010 : My Friend Peter de Steve Kopera : Dr Paul
- 2013 : Protocol : John Meeks
- 2014 : Bad Service de Hannah Macpherson : Man

Longs métrages
- 1996 : Prof et Rebelle (High School High) de Hart Bochner : Singing Waiter (non-crédité)
- 2006 : Bondage (en) d'Eric Allen Bell (en) : Bob Edwards
- 2007 : Brutal (vidéo) d'Ethan Wiley : Evan
- 2008 : Mating Dance de Cate Caplin : Allen
- 2010 : Secretariat de Randall Wallace : Andy Beyer
- 2012 : Blue Like Jazz (en) de Steve Taylor : The Hobo
- 2014 : Night Call (Nightcrawler) de Dan Gilroy : Ace Video Cameraman
- 2014 : Bread and Butter de Liz Manashil : Dr Wellburn
- 2015 : Danny Collins de Dan Fogelman : Dr Silverman
- 2016 : Fear, Inc. (en) de Vincent Masciale : [Qui ?]
- 2017 : Wind River de Taylor Sheridan : Dr Whitehurst
- 2020 : Antebellum de Gerard Bush et Christopher Renz : Him
- 2022 : Day Shift de J. J. Perry

### Télévision
Téléfilms
- 2005 : McBride: Anybody Here Murder Marty? de James A. Contner : inspecteur Marsh
- 2007 : The Perverts de John Gegenhuber (en) : Herb
- 2008 : The Norton Avenue All-Stars de Dennie Gordon : Terry Paste
- 2010 : La Vérité sur Jack (You Don't Know Jack) de Barry Levinson : John Skrzynski
- 2010 : True Blue de Peter Horton : Malcolm Gold
- 2012 : The Tin Star : Julius Potter

Séries télévisées
- 1998 : Amour, Gloire et Beauté (The Bold and the Beautiful) (3 épisodes) : Manager / Dr Larson
- 2001 : Angel (saison 2, épisode 13 : La Machine à arrêter le temps) : Lubber #1
- 2002 : Firefly (saison 1, épisode 02 : L'Attaque du train) : Fed
- 2003 : Wanda at Large (en) (saison 2, épisode 06 : Hurricane Hawkins) : [Qui ?]
- 2003 - 2004 : All of Us (en) : Bill
  - (saison 1, épisode 06 : Uncle Marcus Comes to Dinner)
  - (saison 1, épisode 12 : Catering)
- 2004 : À la Maison-Blanche (The West Wing) (saison 6, épisode 05 : Le Pic de Hubbert) : Paul Tyminski
- 2004 : LAX : Docteur
  - (saison 1, épisode 02 : Poker menteur)
  - (saison 1, épisode 05 : Jamais sans mon fils)
  - (saison 1, épisode 06 : Haute Surveillance)
  - (saison 1, épisode 07 : Hors de contrôle)
- 2004 : Oliver Beene (en) (saison 2, épisode 08 : Oliver and the Otters) : Doctor
- 2004 : The Shield (saison 3, épisode 04 : Duel ) : Robert
- 2004 - 2013 : Les Experts (CSI: Crime Scene Investigation) : Scott Tunnicliff / Kenny Bristol
  - (saison 5, épisode 07 : Ultime soirée) : Kenny Bristol
  - (saison 13, épisode 21 : S.O.S. Fantômes) : Scott Tunnicliff
- 2005 : Les Experts : Manhattan (CSI: NY) (saison 2, épisode 10 : Esprit d'équipe) : Simon Winger
- 2005 : Urgences (ER) (saison 12, épisode 02 : L'Enfant de personne) : Rod Stillman
- 2005 : FBI : Portés disparus (Without a Trace) (saison 3, épisode 18 : Transitions) : Warren Stipe
- 2005 : The Bernie Mac Show (saison 4, épisode 12 : You Got Served) : Tony
- 2005 : Amy (Judging Amy) (saison 6, épisode 11 : Les Dix Mille Pas) : Dr. Wright
- 2005 : JAG (saison 10, épisode 11 : Sans pilote) : Brad Weston
- 2006 : Ghost Whisperer (saison 1, épisode 21 : En chute libre) : Driver
- 2006 : Cold Case : Affaires classées (Cold Case) (saison 3, épisode 18 : La vie est un cabaret) : Lyle
- 2006 : NCIS : Enquêtes spéciales (NCIS) (saison 3, épisode 13 : Les Meilleures Intentions) : William Lafferty
- 2007 : Journeyman (saison 1, épisode 10 : Les Lois de la physique) : Sheriff Bennett
- 2007 : Entourage (saison 4, épisode 09 : Le Baiser interdit) : Director
- 2007 : Burn Notice (saison 1, épisode 05 : Tout ce qui brille) : Bill Reese
- 2008 : Earl (My Name is Earl) (saison 4, épisode 13 : Arnaque caritative) : Scruffy Guy / Mr. Fischer
- 2008 : Numbers (saison 5, épisode 07 : Dans le creux de la vague) : Skipper (uncredited)
- 2008 : Bones (saison 4, épisode 09 : Mon frère) : Steve Jackson
- 2008 : Esprits criminels (Criminal Minds) (saison 3, épisode 19 : Amnésie) : Brian Matloff
- 2008 : New York, police judiciaire (Law and Order) : Cab Driver
- 2008 : Boston Justice (Boston Legal) (saison 4, épisode 14 : Le Mort-vivant) : George Parkes
- 2009 : Monk (saison 8, épisode 03 : Monk téléphone maison) : Goggle-wearing UFO Enthusiast
- 2009 : Lost : Les Disparus (Lost) : (7 épisodes) : Stuart Radzinsky
- 2009 - 2012 : Easy to Assemble (en) (22 épisodes) : Manager Erik / Manager Eric / Erik / ...
- 2010 : Weeds : Vaughn Coleman / Ellis Tate
  - (saison 6, épisode 10 : Retour à Dearborn)
  - (saison 6, épisode 11 : Amour, lycées et conséquences)
  - (saison 6, épisode 12 : Les morts ne se vantent pas)
  - (saison 6, épisode 13 : L'amour hypothétique n'est pas mort)
- 2010 : Outlaw (en) (saison 1, épisode 08 : In Re: Tony Mejia) : [Qui ?]
- 2010 : The Line (en) (épisode : Home Sweet Home) : David Lantz
- 2010 : Modern Family (saison 1, épisode 20 : Tous sur la touche : Coach Stupak
- 2010 : New York, unité spéciale (Law and Order: Special Victims Unit) (saison 11, épisode 16 : Le Témoin clé) : Bryce Kelton
- 2010 : Twentysixmiles (6 épisodes) : Sean "Murph" Murphy
- 2010 - 2013 : Victorious (28 épisodes) : Erwin Sikowitz, prof de Théâtre à l'académie "Hollywood Arts" à Los Angeles. Il est en présence de ses élèves, Tori, André, Cat, Beck, Jade, Robbie...
- 2011 : Chuck (saison 5, épisode 05 : Hacker vaillant) : Colin Davis
- 2011 : Pretty the Series (saison , épisode : A Very Pretty Epiphany) : Mac
- 2011 : iCarly (saison 4, épisode 11, 12 et 13 : Le Face à Face) : Erwin Sikowitz
- 2011 : Les Experts : Miami (CSI: Miami) (saison 9, épisode 14 : Cœur de pierre) : Patrick Lieber
- 2012 : Major Crimes (saison 1, épisode 09 : Bien mal acquis) : Jeremy Durban
- 2012 : Fringe (saison 5, épisode 02 : Le Plan) : Gael Manfretti
- 2012 : The Firm (saison 1, épisode 18 : Chapter Eighteen) : Henry Kettle
- 2012 : Awake (saison 1, épisode 04 : Les Deux Kate) : Darin Knox
- 2013 : Castle (saison 5, épisode 23 : Le Facteur humain) : Simon Warburg
- 2013 : Grimm (saison 2, épisode 16 : Game over) : Dominick Spinner
- 2013 : Touch (saison 2, épisode 06 : Ondes négatives) : Dr Stanley
- 2013 : Sam et Cat (Sam & Cat) (saison 1, épisode 09 : #MamanGoomer) : Erwin Sikowitz
- 2013 : Cult (6 épisodes) : Cameron / Steven Rae
- 2013 - 2014 : The Bridge (11 épisodes) : David Tate / Kenneth Hasting
- 2014 : Once Upon a Time (saison 3, épisode 18 : Remonter le temps) : Prince Leopold
- 2014 : Stalker (saison 1, épisode 01 : Harceleur ou harcelé) : Larry Meyers
- 2015 : Masters of Sex (saison 3, épisode 01 : La Sexualité dévoilée) : David Buckland
- 2015 : Secrets and Lies : Danny Gold / Danny Pierce
  - (saison 1, épisode 01 : L'Enfant) : Danny Pierce
  - (saison 1, épisode 02 : L'Enterrement) : Danny Gold
- 2015 : Grey's Anatomy (saison 12, épisode 01 : Table rase) : Steven Tanner
- 2016 : Narcos (7 épisodes) : Bill Stechner
- 2018 : Escape at Dannemora de Ben Stiller : Lyle Mitchell
- 2019 : Unbelievable : l'inspecteur Robert Parker

## Voix francophones
En France, Gérard Darier et Guillaume Orsat sont les voix régulières en alternance d'Eric Lange, l'ayant doublé à neuf et huit reprises. Lionel Tua l'a également doublé à deux occasions.
En France
| - Gérard Darier dans : - Lost : Les Disparus (série télévisée) - New York, unité spéciale (série télévisée) - Fringe (série télévisée) - Grimm (série télévisée) - Once Upon a Time (série télévisée) - Stalker (série télévisée) - Wind River - Unbelievable (série télévisée) - The Premise (série télévisée) - Guillaume Orsat dans (les séries télévisées) : - Les Experts - Urgences - Journeyman - Victorious - Sam et Cat - Secrets and Lies - Grey's Anatomy - Le Maître du Haut Château - Caddo Lake | - Lionel Tua dans (les séries télévisées) : - Weeds - Brand New Cherry Flavor Et aussi - Georges Caudron dans À la Maison-Blanche (série télévisée) - Jean-François Vlérick dans Esprits criminels (série télévisée) - Pascal Germain dans Dark Blue : Unité infiltrée (série télévisée) - Jean-Pascal Quilichini dans Major Crimes (série télévisée) - Vincent Violette dans Castle (série télévisée) - Éric Aubrahn dans The Bridge (série télévisée) - Yann Guillemot dans Night Call - Julien Kramer dans Narcos (série télévisée) - Arnaud Arbessier dans Escape at Dannemora (série télévisée) - Thierry Janssen dans Waco (mini-série) - Emmanuel Curtil dans Perry Mason (série télévisée) - Frédéric Popovic dans Day Shift - Yann Sundberg dans Sugar (série télévisée) |